# Щур (фільм)
«Щур» — радянський художній фільм 1991 року, знятий режисером Паатою Мілоравою на кіностудії «Грузія-фільм».

## Сюжет
Молода людина, в страху від навколишньої дійсності, ховається в підвалі і заводить дружбу з щуром.

## У ролях
- Іраклій Хізанішвілі — головна роль
- Нінель Чанкветадзе — головна роль
- Гіві Лежава — головна роль
- Маріка Гарсеванішвілі — роль другого плану
- Ліа Капанадзе — роль другого плану
- Заза Мікашавідзе — роль другого плану
- Роман Рцхіладзе — роль другого плану
- Лія Абашидзе — роль другого плану
- Ека Андронікашвілі — роль другого плану
- Ірма Беріанідзе — роль другого плану
- Анзор Гвінерія — роль другого плану
- Лейла Дзіграшвілі — роль другого плану
- Зураб Кавтарадзе — роль другого плану
- Спартак Кікнадзе — роль другого плану
- Георгій Туркіашвілі — роль другого плану
- Гіві Ціцкішвілі — роль другого плану
- Гіві Чугуашвілі — роль другого плану

## Знімальна група
- Режисер — Паата Мілорава
- Сценарист — Паата Мілорава
- Художник — Тамара Поцхішвілі